# 1494 Savo
Savo (asteróide 1494) é um asteróide da cintura principal, a 1,9026181 UA. Possui uma excentricidade de 0,1312215 e um período orbital de 1 183,75 dias (3,24 anos).
Savo tem uma velocidade orbital média de 20,12664841 km/s e uma inclinação de 2,45342º.
Esse asteróide foi descoberto em 16 de Setembro de 1938 por Yrjö Väisälä.